# Batería de Favarich
La batería de Favaritx, en la costa de la isla española de Menorca, era un conjunto de cañones compuesto principalmente por dos cañones Vickers 381/45 mm modelo B, que disparaban proyectiles hasta 35 km de distancia, junto a estos se encontraban cañones Vickers 15´24 y Vickers 105/43´5. 
La batería está situada en el noreste de la isla, cerca del cabo de Favaritx. Esta batería junto con la de Llucalary y la de la Mola de Mahón conformaban las defensas costeras de la isla. Fueron proyectadas dentro del plan de Primo de Rivera para proveer al país de defensas de costa actualizadas.
Fueron instalados en 1926 aunque en 1942 los Vickers 381/45 mm modelo B se desartillaron para trasladarlos a la batería de Punta Paloma en Tarifa y así defender el estrecho de Gibraltar durante la Segunda Guerra Mundial. Sin embargo el resto de piezas de artillería que quedaron en el emplazamiento continuaron en servicio hasta los años 1990. 
Actualmente los terrenos en los que se encontraba la batería de costa han sido adquiridos por el Consejo Insular de Menorca para construir un aparcamiento que alivie el acceso al faro de Favaritx.